# Sindee Jennings
Sindee Jennings (Texas, 7 luglio 1986) è un'ex attrice pornografica statunitense famosa per aver mostrato nella maggior parte dei film in cui ha partecipato le sue eiaculazioni molto abbondanti.

## Biografia
È entrata nell'industria pornografica nel 2006, all'età di 20 anni, ed è apparsa in più di 400 scene. Nel 2008 ha interpretato la giovane Serra Paylin nella parodia erotica di Sarah Palin intitolata Who's Nailin' Paylin?.

## Riconoscimenti
- 2009 AVN Awards nomination – Best All-Girl Group Sex Scene – Squirt Gangbang 3[8]
- 2009 AVN Awards nomination – Best Couples Sex Scene – She Only Takes Diesel[8]
- 2009 AVN Awards nomination – Best POV Sex Scene – Nice Fucking View 3[8]
- 2009 AVN Awards nomination – Best Squirting Release – Sindee Jennings is Supersquirt[8]
- 2009 AVN Awards nomination – Unsung Starlet Of The Year[8]
- 2009 XRCO Awards nomination – Unsung Siren[9]
- 2009 F.A.M.E. Awards finalist – Favorite Underrated Star[10]
- 2009 Dr. Jay's Must See Girls[11]
- 2010 AVN Awards nomination – Best All-Girl Group Sex Scene – Squirt Gangbang 4[12]
- 2010 AVN Awards nomination – Best All-Girl Three-Way Sex Scene – Kung Fu Nurses a Go-Go 2[12]
- 2010 AVN Awards nomination – Best All-Girl Three-Way Sex Scene – Lesbian Tag Teams[12]
- 2010 AVN Awards nomination – Best All-Girl Three-Way Sex Scene – Storm Squirters 6[12]
- 2010 AVN Awards nomination. Best Oral Sex Scene – Cummin' at You 3D[12]
- 2010 AVN Awards nomination – Best POV Sex Scene – Barely Legal P.O.V 3[12]
- 2010 AVN Awards nomination - Best POV Sex Scene - Cummin' at You 3D[12]
- 2010 AVN Awards nomination - Most Outrageous Sex Scene - Squirt Gangbang 4[12]
- 2010 AVN Awards nomination - Most Outrageous Sex Scene - Storm Squirters 7[12]
- 2010 F.A.M.E. Awards nomination - Favorite Oral Starlet[13]
- 2010 F.A.M.E. Awards nomination – Underrated Star[13]